# Glenea albolineosa
Glenea albolineosa là một loài bọ cánh cứng trong họ Cerambycidae.